# Joel Roberts Poinsett
Joel Roberts Poinsett (Charleston, 2 marzo 1779 – 12 dicembre 1851) è stato un politico statunitense.

## Biografia
Fu il quindicesimo segretario alla Guerra degli Stati Uniti, durante la presidenza di Martin Van Buren (8º presidente). Nato nello Stato della Carolina del Sud i suoi genitori furono Elisha Poinsett e Ann Richards.
Studiò medicina sia nel Connecticut che in Europa all'università di Edimburgo. Nel 1833 sposò Mary Izard Pringle. Morì vicino all'attuale Statesburg, contea di Sumter.